# РК Железничар Ниш (1945—2009)
Рукометни клуб Железничар је бивши рукометни клуб из Ниша, Србија. 

## Историја
Клуб је основан 26. јула 1949, када је и одиграо прву првенствену утакмицу. Од 1992. клуб добија име „Југопетрол Железничар“, 1997. мења у „Железничар Југопетрол“, а последње име је било „НИС Југопетрол Железничар“, а то име је носио до 7. септембра 2009. када је извршена фузија са "ОРК Ниш". Наследник традиције РК Железничара постао је нови клуб РК Наисус (променио име 2011. у РК Железничар 1949).

## Успеси

### Национална такмичења
- Национално првенство - 0
  - Прва савезна лига СФР Југославије
    - Трећи (2): 1982/83, 1984/85.

  - Прва савезна лига СР Југославије
    - Други (1): 1997/98.
    - Трећи (1): 1996/97, 2000/01, 2002/03.

- Национално првенство Југославије у великом рукомету - 0
  - Првенство Југославије у великом рукомету (1948-1958)
    - Други (2): 1953, 1954.
    - Трећи (4): 1952, 1956, 1957, 1958.

- Национални куп - 5
  - Куп СФР Југославије
    - Освајач (3): 1976/77, 1981/82, 1984/85.

  - Куп СР Југославије
    - Освајач (2): 1996/97, 1998/99.

### Међународна такмичења
- ЕХФ Куп
  - Четвртфинале (1): 1998/99

- Куп победника купова
  - Финале (1): 1977/78. (поражен од Гумерсбаха са 15:13)
  - Полуфинале (1): 1982/83. (поражен од РК Динамо Букурешт 26:27, 22:25)
  - Четвртфинале (1): 1999/00.

- Трофеј Добоја
  - Победник (1): 1999.